# Lolotiquillo
Lolotiquillo es un distrito del municipio de Morazán Sur, departamento de Morazán, El Salvador. De acuerdo al censo oficial de 2024, tiene una población de 4.592 habitantes.

## Historia
Lolotiquillo fue fundado por pobladores lencas en el siglo XVII. En 1786 la localidad pasó a formar parte del Partido de Gotera. Gran parte del siglo XIX perteneció al departamento de San Miguel, pasando el año de 1875 a Morazán.

## Información general
El distrito cubre un área de 22,62 km² y su cabecera tiene una altitud de 350 m s. n. m. El nombre del municipio es un diminutivo de Lolotique. Sus fiestas patronales se celebran en el mes de enero en honor a San Francisco de Asís y en el mes de septiembre a San Francisco de las Llagas